# Juan García (corsario)
Juan García (fallecido en 1622) fue un corsario español del siglo XVII. Era uno de los corsarios españoles que colaboraron con los corsarios de Dunkerque al servicio de España durante la Guerra de los Ochenta Años. Juan García y Pedro de la Plesa fueron capturados por la República de Holanda en un intento fallido de romper el bloqueo de Dunkerque, y los dos corsarios españoles abandonaron al capitán Jan Jacobsen dejando que se enfrentara solo a nueve barcos de guerra neerlandeses que los perseguían.

## Biografía
En octubre de 1622, Juan García y Pedro de la Plesa salieron con sus barcos de Dunkerque con el capitán Jan Jacobsen tratando de romper el bloqueo impuesto a la ciudad por los holandeses. Sin embargo, un navío holandés descubrió a Pedro de la Plesa mientras salía de Ostende. El capitán holandés Jacob Volckertzoon Vinck inmediatamente se dirigió hacia el lugar del que salía una pequeña flota. Su comandante, el Almirante Harman Kleuter, acudió en su ayuda y posteriormente se les unió otra escuadra dirigida por el capitán Lambert Hendrikszoon. Juan García y Pedro de la Plesa abandonaron la zona, dejando al capitán Jan Jacobsen para que se enfrentara a nueve barcos de guerra neerlandeses. Debido a su heroica resistencia así como por cubrir la huida de sus aliados españoles a Inglaterra, el capitán Jacobsen y su tripulación se convirtieron en héroes nacionales.